# Cnemidophorus tergolaevigatus
Cnemidophorus tergolaevigatus är en ödleart som beskrevs av  Cabrera 2004. Cnemidophorus tergolaevigatus ingår i släktet Cnemidophorus och familjen tejuödlor. Inga underarter finns listade i Catalogue of Life.